# Sai Ying Pun (MTR)
Sai Ying Pun (traditioneel: 西營盤) is een metrostation van de Metro van Hongkong. Het is een halte aan de Island Line. 